# Штајнфурт
Штајнфурт (њем. Steinfurt) град је у њемачкој савезној држави Северна Рајна-Вестфалија. Једно је од 24 општинска средишта округа Штајнфурт. Према процјени из 2010. у граду је живјело 34.266 становника. Посједује регионалну шифру (AGS) 5566084, NUTS (DEA37) и LOCODE (DE STT) код.

## Географски и демографски подаци
Штајнфурт се налази у савезној држави Северна Рајна-Вестфалија у округу Штајнфурт. Град се налази на надморској висини од 65 метара. Површина општине износи 111,4 km². У самом граду је, према процјени из 2010. године, живјело 34.266 становника. Просјечна густина становништва износи 308 становника/km².

## Међународна сарадња
| Мјесто        | Држава               | Врста сарадње | Од    |
| ------------- | -------------------- | ------------- | ----- |
| Утена         | Литванија            | контакт       | 2005. |
| Телсиаји      | Литванија            | партнерство   | 2005. |
| Илинг         | Уједињено Краљевство | партнерство   | 1973. |
| Рејсен-Холтен | Холандија            | партнерство   | 1974. |
| Лидекерке     | Белгија              | партнерство   | 1975. |
| Извор         |                      |               |       |